# Epirrhoe indistincta
Epirrhoe indistincta là một loài bướm đêm trong họ Geometridae.